# Oldemiro Balói
Oldemiro Júlio Marques Balói (Lourenço Marques, 9 d'abril de 1955 – Johannesburg, 13 d'abril de 2021) fou un polític i economista moçambiquès que es va exercir com a ministre d'Afers exteriors del seu país entre 2008 i desembre de 2017.

## Biografia
Va néixer en Lourenço Marques (actual Maputo). Allí va assistir tant a l'escola primària com a la secundària al Liceu António Enes (avui Liceu Francisco Manyanga), finalitzant en 1975. Després va estudiar economia a la Universitat Eduardo Mondlane i va realitzar un mestratge en economia en 1994 a la Universitat de Londres.
Joaquim Chissano va nomenar Balói com a viceministre de Cooperació Internacional en 1990. En 1994 es va unir al Ministeri d'Indústria, Comerç i Turisme, també sota Chissano, com a ministre. Aquest càrrec el va ocupar fins a 1999. En aquest any es va unir al Consell d'Administració del privatizat Banc Internacional de Moçambic, després reanomenat com Millennium bim.

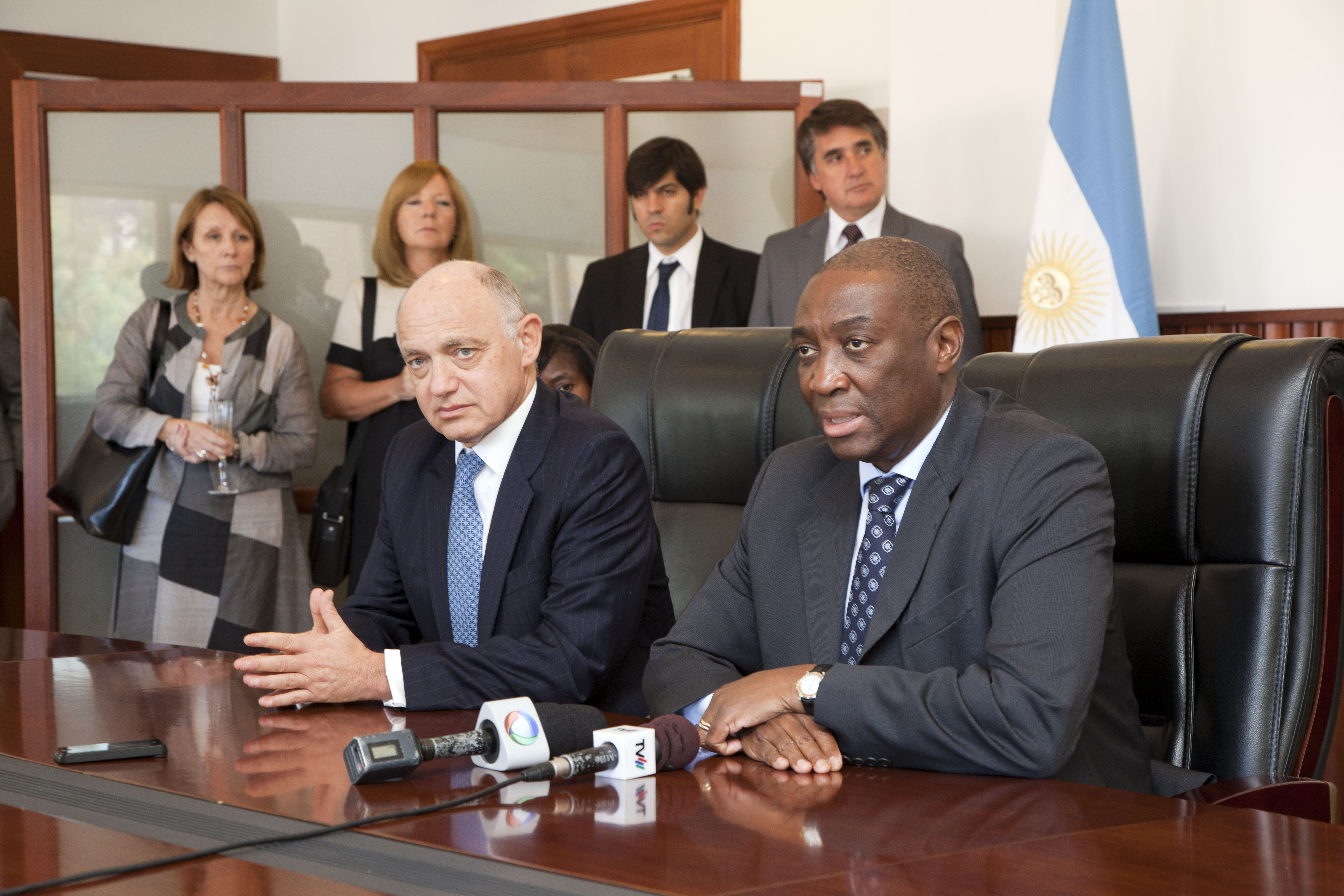
Balói (dreta) junt al canceller de l'Argentina Héctor Timerman en 2012.

El 10 de març de 2008, va ser designat pel president Armando Guebuza en una reorganització del seu gabinet com el successor d'Alcinda Abreu, al capdavant del Ministeri d'Afers exteriors i Cooperació. Va pronunciar un discurs al setembre de 2009 davant la Assemblea General de les Nacions Unides a Nova York.
Va conservar el càrrec sota el govern del president Filipe Nyusi en 2015. Com a part d'una reorganització del gabinet al desembre de 2017, el president Nyusi va destituir a Balói i va nomenar José Condungua Pacheco com a successor seu.

### Vida personal
Estava casat i tenis dos fills. Era seguidor del presbiterianisme.